# Félix Sánchez
Félix Sánchez (Nueva York, 30 de agosto de 1977) es un exatleta de campo y pista dominicano, que representó a la República Dominicana. Campeón olímpico en el 2004 en Atenas y en el 2012 en Londres en la disciplina de 400 metros con vallas, considerado el mayor atleta en la historia de la República Dominicana.

## Campeonatos
Pudo haber competido como estadounidense, pero él decidió hacerlo como dominicano cuando acabó sexto en las clasificatorias de EE. UU. de 1999 y no ganó plaza para el Mundial de Sevilla. Participó representando a la República Dominicana, ganó los mundiales de atletismo del 2001 y del 2003 en la referida disciplina de los 400 metros con vallas, logrando romper la racha victoriosa de Estados Unidos, que duraba dos décadas desde que Edwin Moses triunfó en los Juegos Olímpicos de Los Ángeles 1984.
Su mayor logro fue el 28 de agosto de 2004 cuando ganó en Atenas la primera medalla de oro olímpica de la historia de la República Dominicana.

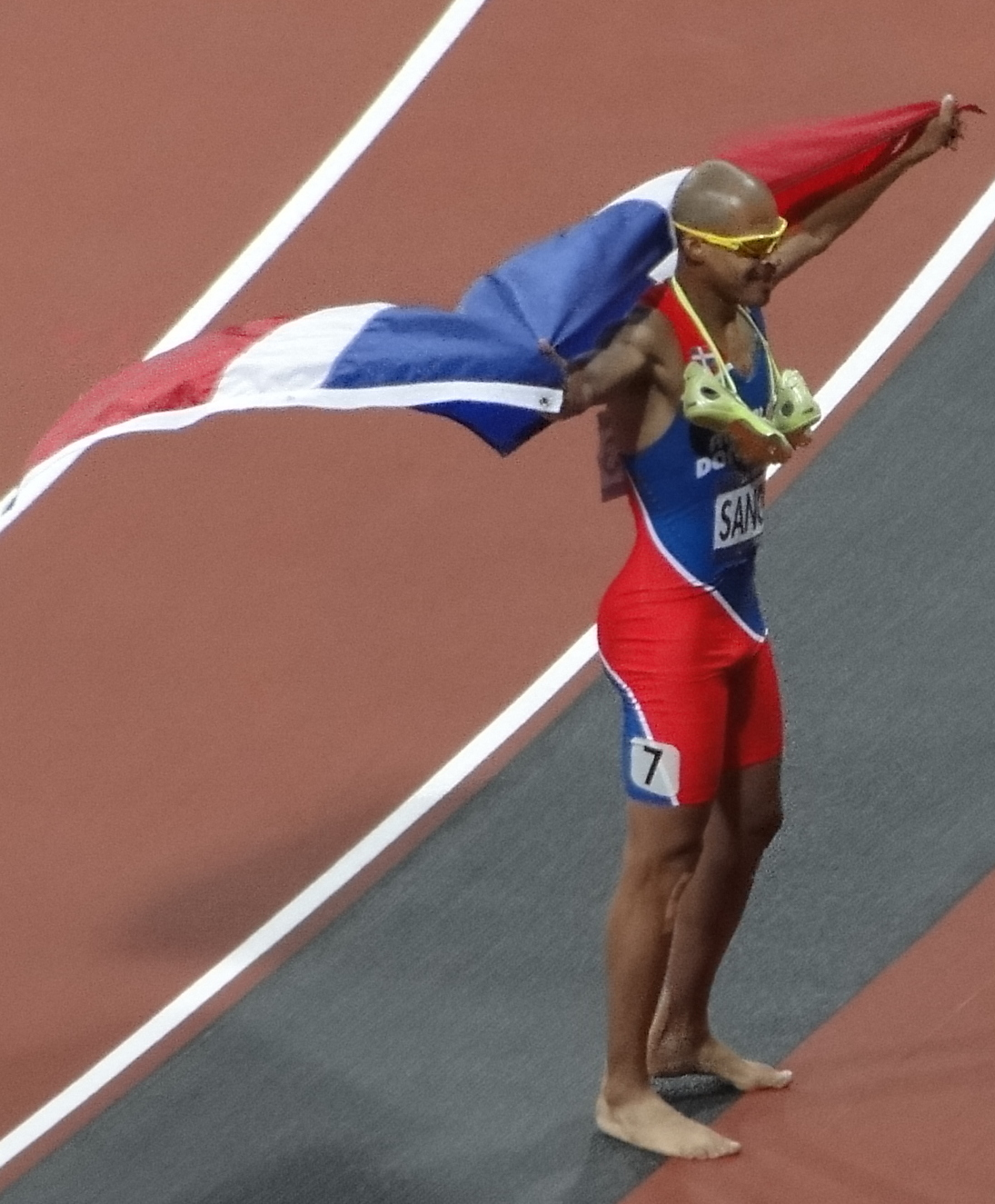
Sánchez después de su victoria en los juegos olímpicos de Londres 2012

Estaba invicto desde julio de 2001 y sólo una lesión en la pierna izquierda faltando 200 metros para el final de la penúltima competencia de la IAAF Golden League del 2004, en Bruselas, le hizo perder su racha de 43 victorias.
Desde entonces el futuro de su carrera se vio incierto. Tras dos años de ausencia en las pistas, volvió a aparecer aunque no con la calidad de sus años anteriores. En los panamericanos de Río del 2007, tras encontrarse corriendo en la primera posición, chocó con la última valla que le hizo perder el equilibrio y con ello valiosos segundos, quedando cuarto.
En el mundial de Osaka, Japón, en agosto de 2007, quedó segundo con tiempo de 48.01 s. En los últimos meses su carrera tomó un ligero repunte, que intentó ratificar en los Juegos Olímpicos de Pekín 2008.
El 6 de agosto de 2012 volvió a ganar la medalla dorada olímpica en 400 metros con vallas, esta vez en los Juegos Olímpicos de Londres 2012. Anunció su retiro del atletismo el 26 de abril de 2016.

## Honores
- Al Estadio Olímpico de Santo Domingo se le dio el nombre de Félix Sánchez en su honor, anteriormente su nombre oficial era Estadio Olímpico Juan Pablo Duarte, dentro del complejo del Centro Olímpico Juan Pablo Duarte.
- En el mismo estadio también se estableció una competición anual denominada "Grand Prix Félix Sánchez".
- El ministerio de la juventud de la república dominicana galardonó a Sánchez, con el Premio Nacional de la Juventud 2005, como joven atleta destacado en el exterior.